# 里中满智子
里中满智子（日语：里中満智子，1948年1月24日—）。日本漫画家，大阪艺术大学教授，第7任日本漫畫家協會理事長。出生于日本大阪府大阪市。她擅长少女漫画绘制，曾参加创作了影响日本画坛的多部漫画艺术作品。为日本20世纪后期以来最为著名的女性漫画家之一。

## 獲獎紀錄
- 1964年 第1屆講談社新人漫畫賞，得獎作品《ピアの肖像》（高中2年級）
- 1972年 講談社出版文化賞，得獎作品《あした輝く》、《姫が行く!》
- 1982年 第6屆講談社漫畫賞一般部門賞，得獎作品《獵人星座》
- 2006年 第35屆日本漫畫家協會賞文部科學大臣賞（以所有作品及文化活動獲獎）